# (3186) Manuilova
(3186) Manuilova es un asteroide perteneciente al cinturón de asteroides, descubierto el 22 de septiembre de 1973 por Nikolái Stepánovich Chernyj desde el Observatorio Astrofísico de Crimea (República de Crimea).

## Designación y nombre
Designado provisionalmente como 1973 SD3. Fue nombrado Manuilova en honor a la escultora soviética rusa Olga Maksimilianovna Manuilova.